# Grifone
Pour les articles homonymes, voir Grifone (homonymie).
Grifone (H.F. Grifone SRL) est une écurie italienne de sport automobile, fondée en 1958. 

## Histoire
Elle a été présente sur des épreuves du Championnat du monde des voitures de sport et  Championnat d'Europe des voitures de sport en support de la Scuderia Sivama durant la saison 1983 en y faisant courir des Lancia LC1.
Elle a été présente en rallye comme équipe satellite du Toyota Team Europe dans les années 1990, en engageant des Toyota Corolla WRC pour divers pilotes privés, dont certains célèbres tels Marcus Grönholm (4e en Argentine en 1997 et 5e en Suède en 1998) et Harri Rovanperä. En 2000, elle accueillit Sébastien Loeb.
L'Italien Gilberto Pianezzola termina avec elle troisième du Rallye Sanremo en 1993 sur Lancia Delta HF Integrale en WRC, et son compatriote Andrea Dallavilla fut second de l'épreuve en 1995 sur Toyota Celica GT-Four en 2LWC.